# Rape of the Bastard Nazarene
Rape of the Bastard Nazarene è il primo album del gruppo blackened death metal Inglese Akercocke, pubblicato nel 1999 dalla Goat of Mendes Records, di proprietà del gruppo.
L'album è stato ristampato dalla Earache Records nel 2005. Una ristampa della Black Lotus Records include tre tracce dei Salem Orchid, dei quali facevano parte due membri del gruppo.

## Tracce
1. Declaration – 0:09
2. Hell – 4:20
3. Nadja – 2:57
4. The Goat – 2:30
5. Marguerite & Gretchen – 6:59
6. 'Sepiroth Rising – 1:11
7. Zulieke – 4:12
8. Conjuration – 1:57
9. Il Giardino di Monte Oliveto Maggiore – 4:01
10. Justine – 5:12
11. The Blood – 2:12